# 말미잘 (영화)
말미잘은 1995년 공개된 대한민국의 영화이다.

## 시놉시스
1995년에 개봉한 유현목 감독의 42번째 작품으로, 안성기, 이영하, 나영희 등이 출연하였다. 이 영화는 1980년작 《사람의 아들》 이후 14년 만에 제작된 작품으로, 유현목 감독 특유의 시선이 담겨 있다.
이야기는 한 섬에서 엄마와 단둘이 살아가는 아홉 살 소년 "수영"의 시점을 중심으로 전개된다. 수영의 시선을 따라 펼쳐지는 세계는 조용하고 순수하며, 등장인물들 간의 인과 관계는 긴장 없이 느슨하게 이어진다. 사건들은 특별히 극적으로 부각되지 않고, 감독은 세상에 대한 명확한 판단이나 설명을 피하며 담담하게 이야기를 풀어간다.
영화에는 말미잘이 반복적으로 등장하며 상징적인 모티브로 작용한다. 말미잘은 소년에게 성에 대한 막연한 호기심을 자극하고, 어머니의 내면적 욕망이나 최선장의 감정 등 성인의 복잡한 감정을 암시하는 장치가 된다. 또한, 이러한 모티브는 소년이 어머니를 이해하게 되는 중요한 연결 고리가 되기도 한다.
사실주의와 표현주의 사이를 넘나들며 독특한 영화 세계를 구축해온 유현목 감독은, 이번 작품에서 유독 맑고 투명한 시선으로 삶을 바라본다. 아이의 눈으로 본 세상은 순수하고 담백하게 그려지며, 삶의 본질에 대한 조용한 통찰을 담고 있다.

## 배역
- 천영덕
- 안성기
- 나영희
- 이영하
- 장동휘
- 최양락
- 신애라
- 박정자
- 방은진
- 한석규 특별출연
- 채시라 특별출연

## 수상
- 1995년 제15회 한국영화평론가협회상
  - 감독상 - 유현목